# Ромул, Рем і Кхалісі
Ромул, Рем (нар. 1 жовтня 2024) і Кхалісі (Калісі) (нар. 30 січня 2025) — генетично модифіковані сірі вовки (Canis lupus), створені компанією Colossal Biosciences Inc. з метою відтворення фенотипу викопного виду вовка (Aenocyon dirus). Ромул і Рем народилися 1 жовтня 2024 року. Компанія Colossal стверджує, що ці два самці є першими живими представниками виду після його вимирання приблизно 10 000 років тому. Кхалісі, самка, народилася пізніше, 30 січня 2025 року. Через значні генетичні відмінності від Aenocyon, роду жахливих вовків, Ромул, Рем і Калісі насправді є генетично модифікованими сірими вовками.

## Про викопний вид

### Географія
Жахливі вовки (Aenocyon dirus) існували у Північній та частково в Південній Америці впродовж плейстоцену та на початку голоцену. Вперше ці тварини з'явилися приблизно 300 000 років тому на території сучасних центральних штатів США. Ареал їхнього поширення охоплював території аж до Аляски на півночі та до південних регіонів Мексики.
Рештки жахливих вовків у значній кількості виявлені на палеонтологічному місцезнаходженні Ранчо Ла Бреа в Лос-Анджелесі, штат Каліфорнія. Окремі знахідки, датовані приблизно 17 000 роками тому, були також зроблені у країнах Південної Америки — Венесуелі, Перу та Болівії.
Широке географічне поширення виду вказує на його високу здатність до адаптації в різних кліматичних та екологічних умовах. Тварини населяли як відкриті прибережні ліси, так і тропічні заболочені місцевості.

### Походження
Жахливий вовк мав щонайменше два відомі підвиди. Східний підвид Aenocyon dirus dirus з'явився першим і характеризувався більшими розмірами. Західний підвид Aenocyon dirus guildayi), який виник пізніше, був дещо меншим за розмірами, еволюціонував пізніше та був поширеним переважно на заході континенту.
Як і багато інших великих плейстоценових ссавців, включаючи мамонтів та мастодонтів, жахливі вовки вимерли приблизно 10–16 тисяч років тому, ймовірно, внаслідок змін клімату та діяльності людини.
На території Північної Америки жахливі вовки співіснували з іншим видом — сірим вовком (Canis lupus), який виник у північній Євразії та прибув на континент, перетнувши Берінгову протоку. Два види співіснували протягом близько 400 000 років.
Однак сучасні дослідження на генному рівні свідчать про несподівану еволюційну віддаленість між цими видами. Виявилося, що Aenocyon dirus не є близьким родичем сірого вовка. Найближчими сучасними родичами жахливих вовків виявилися африканські шакали, що дало підстави вченим переглянути таксономічну класифікацію виду. У результаті було запропоновано виокремити жахливого вовка в окремий рід — Aenocyon, з офіційною назвою Aenocyon dirus.

### Вимирання
До появи на континенті людей, вовків і приручених собак, жахливі вовки майже не мали значної конкуренції. Одними з небагатьох суперників у боротьбі за здобич були махайродові коти (наприклад, Smilodon fatalis), які поділяли з ними екосистему Північної Америки. Втім, попри свою домінантну роль у харчовому ланцюгу, ці хижаки виявилися не готовими до швидких змін довкілля, спричинених кліматичними коливаннями та зростанням впливу людини.
Анджела Перрі, доцентка кафедри антропології Техаського університету A&M, коментує це так: «Вони дуже довго існували у відносній ізоляції, спеціалізувалися на своєму способі життя. А потім з'явилися сучасні люди, які вміли все».

### Розміри
Aenocyon dirus за зовнішнім виглядом нагадував сучасного вовка, проте відрізнявся більшими розмірами. Його щелепи та зуби були масивнішими, а ноги — відносно коротшими. Крім того, у нього були ширші лопатки та потужніші тазові кістки, що свідчить про добре розвинену мускулатуру.
Для порівняння: сучасний сірий вовк (Canis lupus) має стрункішу будову тіла і зазвичай важить від 29,4 до 65,8 кг. Натомість вага жахливого вовка сягала від 56,7 до 79,4 кг, що робить його одним із наймасивніших представників родини псових у доісторичний період.

### Раціон
Жахливі вовки були м'ясоїдними, що відігравали важливу роль у трофічних ланцюгах плейстоценових екосистем. Вважається, що вони полювали зграями, що забезпечувало ефективну координацію дій під час полювання та дозволяло вполювати велику здобич. Основу їхнього раціону, ймовірно, становили доісторичні коні (Equus spp.), бізони (Bison antiquus), а також інші великі копитні. Деякі дослідники припускають, що жахливі вовки могли нападати й на молодих мамонтів та мастодонтів, особливо якщо ті були ослаблені або відділені від стада. Така спеціалізація на великій здобичі, однак, могла стати фатальною після вимирання представників мегафауни наприкінці останнього льодовикового періоду.

### Поведінка
Значна кількість скам'янілостей жахливих вовків, виявлених на території Ранчо Ла-Бреа, свідчить про те, що ці хижаки, подібно до сучасних сірих вовків та інших представників родини псових, утворювали великі соціальні групи. Такі зграйні об'єднання, ймовірно, сприяли ефективному полюванню та спільному вихованню потомства. У жахливих вовків також простежується статевий диморфізм: самці, як правило, були більшими та мали більш масивну статуру порівняно з самицями.

## Відтворення вимерлих видів
Багато людей помилково вважають, що жахливі вовки є вигаданими істотами з серіалу «Гра престолів». Однак сам Джордж Р. Р. Мартін неодноразово спростовував це припущення, наголошуючи, що ці тварини справді існували в природі: «Ви здивуєтеся, скільки людей думає, що я створив жахливого вовка. Як би мені не хотілося привласнити цю ідею, це не так. Жахливі вовки були справжніми — одними з хижаків Льодовикового періоду», — сказав він у інтерв'ю Rolling Stone.
У 2024—2025 роках біотехнологічна компанія Colossal Biosciences, заснована в 2021 році, здійснила прорив у сфері відтворення вимерлих видів, створивши трьох живих представників, генетично наближених до жахливого вовка. Їх назвали Ромул, Рем і Кхалісі (Халісі).
Для цього вчені використали зразки ДНК, добуті зі скам'янілостей: зуба віком приблизно 13 тисяч років і вушної кістки віком близько 72 тисяч років, виявлених на території Північної Америки. Для створення ембріона жахливого вовка вчені провели редагування геному сірого вовка (Canis lupus), змінивши лише 20 ділянок у 14 генах з приблизно 19 тисяч. Модифіковані стовбурові клітини використали для формування ембріона, який було імплантовано сурогатним матерям — домашнім собакам, спеціально відібраним для цієї мети.
На відміну від традиційного клонування, для цього процесу зазвичай беруть зразок тканини тварини-донора, після чого ізолюють одну клітину. Ядро цієї клітини, яке містить повний набір ДНК тварини, витягується і переноситься в яйцеклітину, з якої попередньо було видалено власне ядро. Цій яйцеклітині дозволяють розвиватися в ембріон, який потім імплантують у матку сурогатної матері. Тварина, що народжується в результаті цього процесу, є генетичною копією оригінального донора. Саме за такою технологією у 1996 році було створено першу клоновану тварину — вівцю на ім'я Доллі. Відтоді аналогічним способом клонували свиней, котів, оленів, коней, мишей, кіз, сірих вовків і понад 1500 собак.
Тож, модифіковані ядра перенесли в яйцеклітини, створивши 45 ембріонів. Ці ембріони були імплантовані двом сурогатним собакам жіночої статі породи гончих, обраним з огляду на міцне здоров'я та здатність виносити великий плід. У кожному випадку один ембріон прижився й розвинувся у доношену вагітність. Ромул і Рем з'явилися на світ 1 жовтня 2024 року, а Кхалісі — 30 січня 2025 року, в результаті другої успішної імплантації. У жодної собаки не було викидня чи мертвонародження.

## Етапи розвитку
Етапи розвитку Colossal Dire Wolf (На основі даних Gray Wolf):

### Неонатальний період (0–2 тижні)
- Народжуються сліпими, глухими та з малорозвиненим нюхом.
- Годування відбувається 4–5 разів на день.

### Перехідний період (2–4 тижні)
- Очі відкриваються на 11–15 день, мають блакитний колір.
- Починають стояти, ходити, гарчати та жувати.

### Період соціалізації (3–12 тижнів)
- Вуха починають підніматися; слух значно поліпшується.
- Розпочинається поступове відлучення від молока.

### Період розвитку лідерських якостей (3–6 місяців)
- Період швидкого зростання.
- Вовченята починають брати участь у полюванні.

### Підлітковий вік (6–18 місяців)
- Можуть подорожувати разом зі зграєю.
- Завершення формування скелета.

### Дорослий період (понад 18 місяців)
- Завершення фізичного розвитку.
- Розумні, мають розвинені навички вирішення задач[6].

## Зовнішня будова
Жахливий вовк відзначається значно більшими розмірами порівняно з сучасними вовками. Зокрема, вже у тримісячному віці окремі особини, такі як названі Ромул і Рем, досягають понад 1,2 метра в довжину і важать понад 36 кілограмів. У дорослому віці представники цього виду можуть виростати до 2,5 метра завдовжки та мати масу тіла до 70 кілограмів.
Незважаючи на вирощування в умовах, наближених до домашніх, жахливі вовки зберігають притаманність дикій природі. Вони залишаються настороженими навіть у присутності знайомих доглядальників, не допускають близького контакту з людиною та демонструють типову для вовків поведінку, відмінну від поведінки свійських собак. За свідченнями дослідників, така замкнутість може бути пов'язана не лише з видовими особливостями вовків, а й з характером жахливого вовка як окремого виду — ймовірно, більш самітницького за своєю природою.

## Місце проживання
Від моменту народження жахливі вовки, створені компанією Colossal Biosciences, утримуються на спеціально облаштованій території в США — екологічному заповіднику площею близько 2000 акрів. Точне розташування об'єкта не розголошується з міркувань безпеки тварин. Ця територія значно перевищує за площею невелику оглядову зону.
Заповідник огороджений парканом висотою 10 футів і включає окрему ділянку площею 6 акрів (2,4 гектари), де розміщено ветеринарну клініку, укриття для захисту від екстремальних погодних умов, а також природні барлоги. Останні створені з урахуванням інстинктивної потреби вовків у безпечному усамітненні.
За тваринами ведеться цілодобовий ветеринарний нагляд, який забезпечує штат досвідчених фахівців. Заповідник має відповідну сертифікацію, визнану в США, що засвідчує високі стандарти утримання та добробуту тварин. Документ підтверджує наявність просторих умов проживання, можливість вільного пересування, соціальної взаємодії та демонстрації природної поведінки. Персонал, який працює в установі, характеризується високою мотивацією, професіоналізмом і глибокою турботою про тварин.

## Харчування
Жахливі вовки, створені в рамках проєкту компанії Colossal Biosciences, отримують раціон, наближений до їхніх природних потреб. Їх годують яловичиною, кониною, олениною, печінкою, іншими субпродуктами, а також спеціальним кормом для цуценят, що забезпечує надходження необхідних поживних речовин у період росту.
На ранніх етапах під час відлучення від грудного молока тваринам давали м'ясо у вигляді пюре, яке імітує частково перетравлену їжу, яку в природі мати-вовк може відригувати для своїх дитинчат. У міру зростання вовки почали отримувати цілі шматки м'яса, що дозволяє їм реалізовувати поведінкові інстинкти — розривати здобич, як у дикій природі.
Станом на сьогодні вовки не демонстрували поведінки, пов'язаної з полюванням на живу здобич, і компанія не надає їм живих тварин для харчування. «Ми не спостерігали спроб полювання, і ми не надаємо живу здобич», — зазначила Пейдж МакНікль, менеджер із тваринництва в Colossal. Водночас вона додала: «Але якби я був оленем, я б тримався подалі від їхнього заповідника».

## Критика
Жахливі вовки, хоча й мають зовнішню схожість із сучасними сірими вовками та шакалами, генетично представляють окрему лінію еволюції. На відміну від деяких інших представників родини псових, таких як сірий вовк, які здатні до міжвидового схрещування, наразі немає науково задокументованих випадків гібридизації жахливого вовка з іншими видами.
Реалізація проєкту з відновлення цього виду викликає як ентузіазм, так і занепокоєння в наукових колах. Частина фахівців застерігає, що втручання в екосистеми може мати непередбачувані наслідки: в історії відомі випадки, коли штучно інтегровані види ставали інвазивними та порушували баланс середовища. Крім того, сама технологія відновлення (клонування) тварин ще не є досконалою — вони можуть мати вади розвитку, ослаблений імунітет або передчасно старіти.
Загалом вовки, як вид, демонструють обережність щодо людини, поводяться насторожено. Напади на людей трапляються надзвичайно рідко. У Північній Америці за понад сто років було зафіксовано лише кілька задокументованих інцидентів. У більшості випадків ці тварини уникають контакту з людиною.
Згідно з інформацією Time Magazine, представники корінних народів мандан, хідатса та арікара виявили зацікавлення у співпраці з Colossal Biosciences — зокрема, щодо потенційного розміщення жахливих вовків на контрольованій території резервації Форт-Бертольд, розташованій на північному заході Північної Дакоти. Наразі тварини утримуються в екологічному заповіднику точне місцезнаходження якого не розголошується з міркувань безпеки.